# Talsperre Salgueiro
Die Talsperre Salgueiro (portugiesisch Barragem de Salgueiro)  liegt in der Region Nord Portugals im Distrikt Bragança. Sie staut den Salgueiro, einen rechten (nördlichen) Nebenfluss des Douro zu einem Stausee auf. Die Gemeinde Lodões befindet sich ungefähr 3 km südwestlich der Talsperre. Die Talsperre Santa Justa liegt ungefähr 1,5 km südöstlich.
Mit dem Projekt zur Errichtung der Talsperre wurde im Jahre 1971 begonnen. Der Bau wurde 1977 fertiggestellt. Die Talsperre dient der Bewässerung. Sie ist im Besitz von DRATM.

## Absperrbauwerk
Das Absperrbauwerk ist ein Staudamm mit einer Höhe von 28 m über der Gründungssohle (25 m über dem Flussbett). Die Dammkrone liegt auf einer Höhe von 223,5 m über dem Meeresspiegel. Die Länge der Dammkrone beträgt 221 m und ihre Breite 8 m. Das Volumen des Staudamms umfasst 204.000 m³.
Der Staudamm verfügt sowohl über einen Grundablass als auch über eine Hochwasserentlastung. Über den Grundablass können maximal 5 m³/s abgeleitet werden, über die Hochwasserentlastung maximal 29 m³/s. Das Bemessungshochwasser liegt bei 45 m³/s; die Wahrscheinlichkeit für das Auftreten dieses Ereignisses wurde mit einmal in 500 Jahren bestimmt.

## Stausee
Beim normalen Stauziel von 222 m (maximal 222,5 m bei Hochwasser) erstreckt sich der Stausee über eine Fläche von rund 0,22 km² und fasst 1,8 Mio. m³ Wasser – davon können 1,65 Mio. m³ genutzt werden. Das minimale Stauziel liegt bei 204,5 m.